# Jacek Żaba
Jacek Żaba (ur. 23 września 1963, zm. 5 lutego 1989 w Krakowie) – polski działacz „Solidarności”, kolporter podziemnej prasy, elektromonter w Miejskim Przedsiębiorstwie Komunikacyjnym w Krakowie, skazany za sabotaż, ofiara represji komunistycznych.

## Życiorys
31 sierpnia 1982 został zatrzymany za udział w demonstracji w rocznicę podpisania porozumień sierpniowych. Miał postawiony zarzut czynnej napaści na milicjantów, za co przebywał (do stycznia 1983) w areszcie. Został zwolniony w związku z ogłoszoną amnestią. Pracował w MPK w Krakowie jako elektromonter. Miał problemy psychologiczne.
W nocy z 12 na 13 grudnia 1985 Jacek Żaba pomógł Kazimierzowi Krauzemu (kierowcy krakowskiego MPK, działaczowi KPN i „Solidarności”) przeciąć paski klinowe w stojących w zajezdni 30 autobusach, tak aby rano nie mogły wyjechać na swoje trasy. Akcja sabotażu miała zwrócić uwagę społeczeństwa na czwartą rocznicę wprowadzenia stanu wojennego w Polsce. Ówczesne władze uznały incydent za próbę zamachu terrorystycznego. Z zachowanych w IPN dokumentów wynika, że w dochodzenie o kryptonimie „Klin” Służba Bezpieczeństwa zaangażowała kilkudziesięciu tajnych współpracowników. Z ramienia Wydziału Śledczego SB dochodzenie nadzorował porucznik Jerzy Stachowicz.
Jacek Żaba został aresztowany w marcu 1986. Wraz z Kazimierzem Krauzem był sądzony za sabotaż. 26 czerwca 1986 został skazany na 1,5 roku więzienia. Sędzia Józef Korbiel uzasadnił wyrok szkodliwością społeczną przestępstwa oraz pobudkami politycznymi. Karę odbywał w krakowskim więzieniu przy ul. Montelupich, w którym przeniesiono go z oddziału dla więźniów politycznych na zwykły oddział, do celi z kryminalistami. Po przeniesieniu był bity i poniżany; znęcali się na nim współwięźniowie i strażnicy. Odmówiono mu prowadzenia korespondencji. Regularnie był zakuwany w pasy i umieszczany w celi dźwiękochłonnej, przez więźniów uznawanej za jedną z najbardziej dotkliwych kar. Jego stan psychofizyczny szybko się pogorszył – przestał jeść, stracił kontakt z otoczeniem, nie panował nad czynnościami fizjologicznymi. Lekarze uspokajali go dużymi dawkami fenactilu, który powodował szereg efektów ubocznych. W efekcie Żaba trafił do szpitala psychiatrycznego w Krakowie-Kobierzynie. Amnestie i abolicja go nie dotyczyły, gdyż został skazany za akt terrorystyczny.
W październiku 1986 wyszedł na przepustkę ze szpitala w związku z zarządzoną przerwą w odbywaniu kary (przedłużoną w następnym roku). W sierpniu 1988, po Międzynarodowej Konferencji Praw Człowieka, wziął udział w spotkaniu z Jackiem Kuroniem, w czasie którego obiecano mu pomóc. W lutym Jacek Żaba otrzymał wezwanie do odbycia pozostałej części kary, a 5 lutego 1989 popełnił samobójstwo, wyskakując z ósmego piętra bloku, w którym mieszkał. Został pochowany na nowohuckim cmentarzu grębałowskim.

## Upamiętnienie
W 2016 o Jacku Żabie został zrealizowany film dokumentalny (fabularyzowany) Skazany na niepamięć... oraz powstała piosenka autorstwa Grzegorza Elżbieciaka z zespołu Ulice.